# Lorenza Guerrieri
Lorenza Guerrieri (Roma, 18 aprile 1944) è un'attrice italiana.

## Biografia
Ragazza-copertina dal volto angelico e con fisico da pin-up, ha debuttato nel cinema nel 1965 in Le sedicenni, dove fu diretta da Luigi Petrini.
Partecipò a Miss Italia 1967 con la fascia di Miss Cinema Roma e vinse la fascia Miss Cinema.
È stata playmate di Playmen nel primo numero del 1967 e poi modella di copertina nel primo numero del 1977.
Ha interpretato ruoli da caratterista in film di genere, tra cui diversi di tipo commedia erotica all'italiana e di genere exploitation.
Per la televisione ha interpretato diversi lavori, fra cui lo sceneggiato Michele Strogoff (1975) e un episodio della serie televisiva Il maresciallo Rocca.
Per il teatro è stata nel cast del musical Ciao Rudy e ha portato in scena, nel 2008, al Teatro dell'Angelo di Roma, Casina di Tito Maccio Plauto.

## Filmografia

### Cinema
- Le sedicenni, regia di Luigi Petrini (1965)
- Requiescant, regia di Carlo Lizzani (1967)
- Nude... si muore, regia di Antonio Margheriti (1968)
- O tutto o niente, regia di Guido Zurli (1968)
- La rivoluzione sessuale, regia di Riccardo Ghione (1968)
- Femina ridens, regia di Piero Schivazappa (1969)
- Rosolino Paternò, soldato..., regia di Nanni Loy (1970)
- Lettera aperta a un giornale della sera, regia di Francesco Maselli (1970)
- Il sapore della vendetta, regia di Julio Coli (1970)
- Policeman, regia di Sergio Rossi (1971)
- La tardona, regia di Jean-Pierre Blanc (1972)
- Il sesso della strega, regia di Elo Pannacciò (1973)
- Istantanea per un delitto, regia di Mario Imperoli (1975)
- Frankenstein all'italiana, regia di Armando Crispino (1975)
- La locandiera, regia di Paolo Cavara (1980)
- Una vita scellerata, regia di Giacomo Battiato (1990)
- Una milanese a Roma, regia di Diego Febbraro (2001)
- Per giusto omicidio, regia di Diego Febbraro (2004)
- Il sottile fascino del peccato, regia di Franco Salvia (2010)
- Omicidio all'italiana, regia di Maccio Capatonda (2017)
- A Tor Bella Monaca non piove mai, regia di Marco Bocci (2019)

### Televisione
- Michele Strogoff, regia di Jean-Pierre Decourt – miniserie TV (1975)
- Paganini, regia di Dante Guardamagna – miniserie TV (1976)
- Traffico d'armi nel golfo, regia di Leonardo Cortese – miniserie TV (1977)
- Nel silenzio della notte (The Nativity), regia di Bernard L. Kowalski – film TV (1978)
- Gelosia, regia di Leonardo Cortese – miniserie TV (1980)
- Incontrarsi e dirsi addio, regia di Mario Foglietti – miniserie TV (1983)
- Piccolo mondo moderno, regia di Daniele D'Anza – miniserie TV (1984)
- Il santo, regia di Gian Luigi Calderone – miniserie TV (1984)
- Un uomo in trappola, regia di Vittorio De Sisti – miniserie TV (1985)
- Strada senza uscita, regia di Anton Giulio Majano – miniserie TV (1986)
- Lo scomparso, regia di Marcello Baldi – miniserie TV (1987)
- Sei delitti per padre Brown, regia di Vittorio De Sisti – miniserie TV (1988)
- Il colpo, regia di Sauro Scavolini – film TV (1989)
- Cellini - Una vita scellerata, regia di Giacomo Battiato – miniserie TV (1990)
- La ragnatela, regia di Alessandro Cane – miniserie TV (1991)
- Un posto freddo in fondo al cuore, regia di Sauro Scavolini – film TV (1992)
- Camilla, parlami d'amore, regia di Carlo Nistri – miniserie TV (1992)
- La ragnatela 2, regia di Alessandro Cane – miniserie TV (1993)
- Beniamino Gad - Alle soglie dell'incubo, regia di Enzo Papetti – film TV (1994)
- Il maresciallo Rocca – serie TV, episodio 02x02 (1998)
- La vita in briciole, regia di Mario Caiano – film TV (1999)
- Distretto di Polizia – serie TV, episodio 1x08 (2000)
- Incantesimo – soap opera (2001-2002)
- Sfida al cielo - La narcotici 2 – serie TV (2015)

## Teatro
- L'anatra all'arancia di William Douglas-Home e Marc-Gilbert Sauvajon, regia di Alberto Lionello (1973)